# Horribates spinigerus
Espèce
Horribates spinigerus est une espèce de solifuges de la famille des Eremobatidae.

## Distribution
Cette espèce est endémique des États-Unis. Elle se rencontre en Californie et au Nevada.

## Description
La femelle holotype mesure 21,0 mm.

## Publication originale
- Muma, 1962 : The arachnid order Solpugida in the United States, Supplement 1. American Museum Novitates, no 2092, p. 1-44 (texte intégral).